# Музей Франса Халса
Музей Франса Халса (нидерл. Frans Hals Museum) — художественный музей в Харлеме, известный как музей Золотого века голландской живописи. Был основан в 1862 году и первоначально находился в заново отремонтированном бывшем клуатре в задней части городской ратуши, известной как Принсенхоф. Основу собрания составила богатая коллекция картин ратуши, включавшая в себя в том числе более десятка картин Франса Халса, в честь которого и был назван музей. Музей переехал в нынешнее здание в 1913 г. Коллекция современной живописи находится в филиале музея, расположенном в зданиях бывших мясных и рыбных торговых рядов в центре города.

## Здание музея

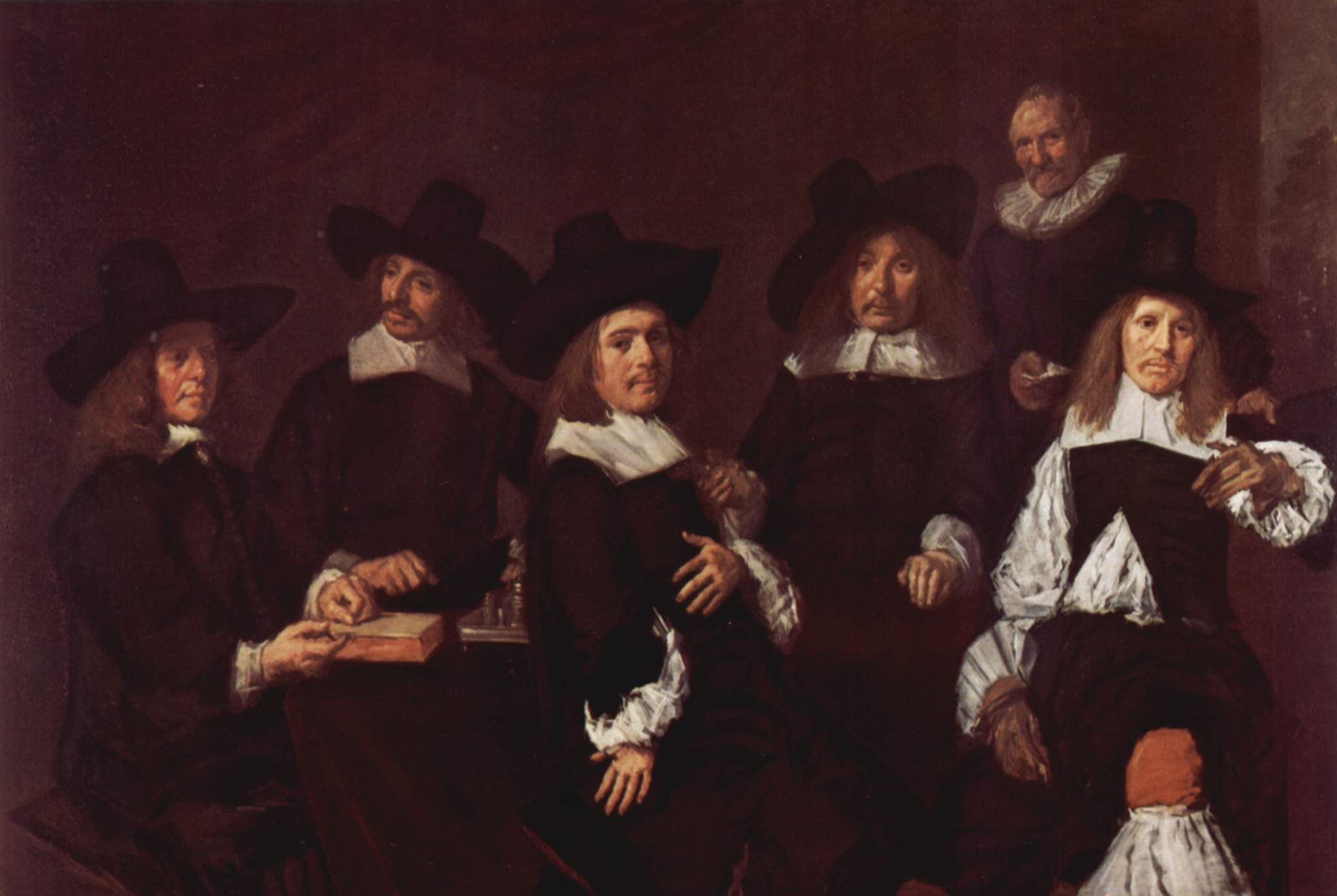
Регенты богадельни, в которой сейчас располагается здание музея, Франс Халс, 1664

Классическая коллекция музея располагается в бывшей богадельне Харлема (нидерл. Oudemannenhuis), основанной в 1609 году. Жилые помещения были расположены вокруг внутреннего двора, типичного харлемского хофье. Каждый из тридцати крошечных домиков богадельни был заселен двумя стариками; чтобы иметь право там жить, они должны были быть по крайней мере шестидесяти лет от роду, одинокими и являться жителями Харлема. В богадельню каждый из них принимался со своим скарбом: кроватью, креслом, ночным горшком, тремя одеялами, шестью хорошими рубашками и шестью ночными колпаками. Двери богадельни запирались в восемь вечера летом и в семь зимой. Обитатели богадельни должны были регулярно просить милостыню; скульптуру человека, с кружкой для подаяния в руках, можно увидеть в вестибюле музея. Богадельня управлялась пятью регентами, картины с их изображением работы Франса Халса выставлены в музее.
В 1810 г. в здании разместили сиротский приют. Условия жизни в приюте в XIX веке хорошо описаны в автобиографических рассказах Якоба Лоя. В 1913 году здание было передано музею.

## История собрания

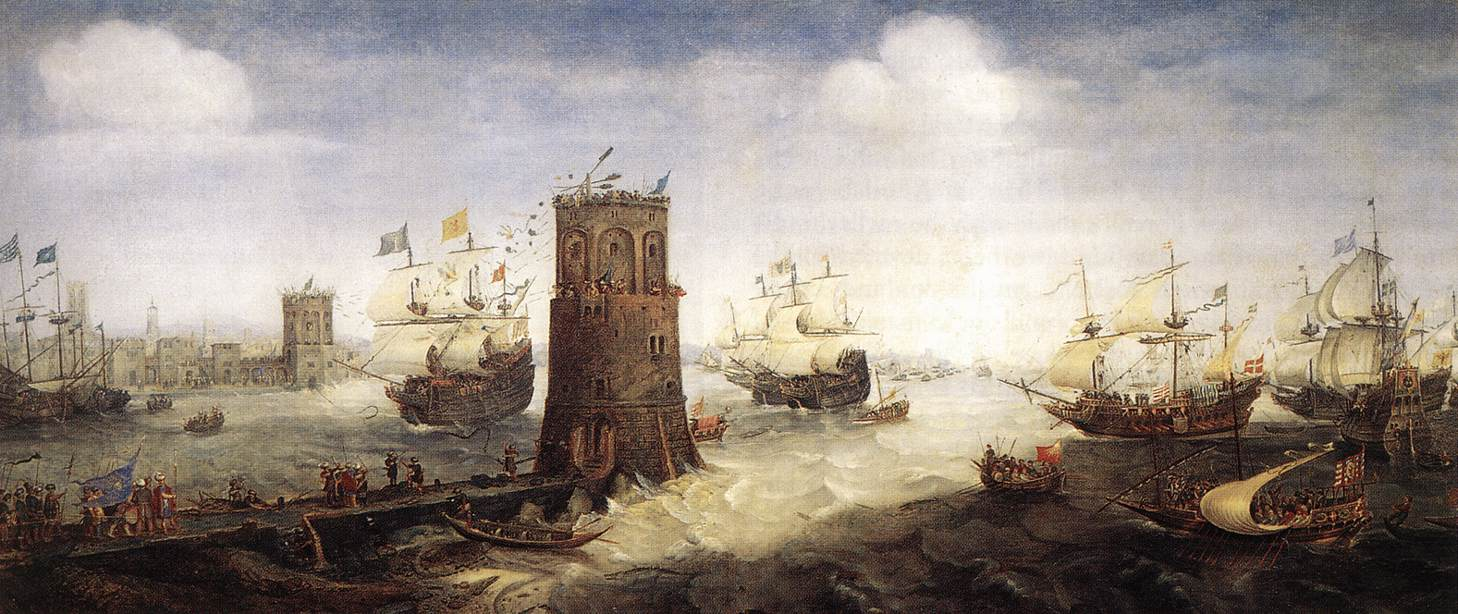
Картина Корнелиса Клас ван Вирингена «Осада Дамиата»

Старая часть музейной коллекции берет своё начало со времен Реформации и состоит преимущественно из полотен на религиозные темы. В 1648 г. картины, находившиеся во владении римской католической церкви, были конфискованы городским советом. Франс Халс работал в качестве первого официального реставратора города, нанятого городскими властями, и занимался восстановлением перешедших во владение города полотен. Затем в XVII веке для украшения здания ратуши городской совет заказал несколько полотен на связанные с прошлым Харлема исторические темы — осаду Дамиата и легенду о щите Харлема. В это время ратуша функционировала как полуофициальный музей.

## Список живописцев
В период между 1605 и 1635 гг. в Харлеме были созданы более 100 тыс. полотен. Не все они дошли до наших дней, большинство из них находятся за пределами Харлема во многих музеях мира, но эта цифра дает представление о количестве художников, творивших в городе в то время. Большинство работ дошло до наших дней, во многом благодаря «Книге о художниках» Карела ван Мандера, вышедшей в свет в 1604 г.
Список наиболее известных живописцев, чьи работы представлены в музее:

| - Ян ван Скорел, 1495—1562 - Мартин ван Хеемскерк, 1498—1574 - Карел ван Мандер, 1548—1606 - Хендрик Гольциус, 1558—1617 - Корнелис Корнелиссен, 1562—1638 - Корнелис Клас ван Виринген, ок. 1576—1633 - Франс Халс, 1582—1666 - Дирк Халс, 1591—1656 - Виллем Клас Хеда, 1594—1680 - Питер Клас, 1597—1660 - Ян Корнелис Верспронк, 1597—1662 - Саломон де Брай, 1597—1664 | - Питер Янс Санредам, 1597—1665 - Саломон ван Рёйсдал, 1600—1670 - Адриан Браувер, 1605—1638 - Юдит Лейстер, 1609—1660 - Ян Минсе Моленар, 1610—1668 - Бартоломеус ван дер Хелст, 1613—1670 - Ян Стен, 1625—1679 - Ян де Брай, 1627—1697 - Якоб ван Рёйсдал, 1628—1682 - Иов Адрианс. Беркхейде, 1630—1693 - Геррит Адрианс. Беркхейде, 1638—1698 - Вейбранд Хендрикс, 1744—1831 |